# Microcalicha sordina
Microcalicha sordina är en fjärilsart som beskrevs av Felix Bryk 1942. Microcalicha sordina ingår i släktet Microcalicha och familjen mätare. Inga underarter finns listade i Catalogue of Life.